# Canyon City, Oregon
Mục từ Canyon City được chỉ về đây; đối với thị trấn tại Colorado, xin xem Cañon City, Colorado
Canyon City là một thành phố trong Quận Grant, Oregon, Hoa Kỳ. Nó cũng là quận lỵ của Quận Grant, nằm cách John Day 1 dặm Anh về phía nam trên Quốc lộ Hoa Kỳ 395. Theo điều tra dân số năm 2000, thành phố có tổng dân số là 669.

## Lịch sử
Canyon City được thành lập vào tháng 6 năm 1862 vì người ta đã tìm thấy vàng trong Lạch Canyon chảy qua thị trấn. Việc tìm thấy vàng đã khiến cho khu đất giữa Canyon City và John Day đáng giá 500 đô la Mỹ một yard vuông (hay 598 đô la Mỹ một mét vuông). Đảy vàng có thể cho ra mấy ounce vàng cho mỗi lần đãi. Vào đỉnh điểm của cơn sốt vàng địa phương, người ta cho rằng có đến khoảng 10.000 người sống trong Canyon City, khiến thành phố này lớn hơn Portland vào thời gian đó.
Nhà địa chất xuất chúng là Waldemar Lindgren trong lần viếng thăm vành đai vàng của Dãy núi Xanh năm 1900 đã ước tính rằng không có hơn 16 triệu đô la Mỹ tính ra từ vàng đã được lấy lên từ Lạch Canyon vào lúc đó. Con số này tương đượng khoảng 800.000 ounce vàng và đáng giá 480 triệu đô la ngày nay.
Thị trấn được thị sát vào năm 1862 và được chọn là quận lỵ hai năm sau đó khi Quận Grant được tách ra từ Quận Wasco. Thị trấn được hợp nhất thành thành phố vào năm 1891.

## Địa lý
Canyon City nằm ở vị trí 44°23'27" Bắc, 118°56'56" Tây (44.390829, -118.948990)1, cách Núi Canyon một vài dặm về phía tây bắc ở cao độ trên 3100 ft (940 mét).
Theo Cục điều tra dân số Hoa Kỳ, thành phố có tổng diện tích là 1,4 dăm vuông (3.6 km²); tất cả đều là đất.

## Cư dân nổi tiếng
- Joaquin Miller[2], nhà thơ và viết luận